# Bataille navale
Pour les articles homonymes, voir Bataille navale (homonymie).

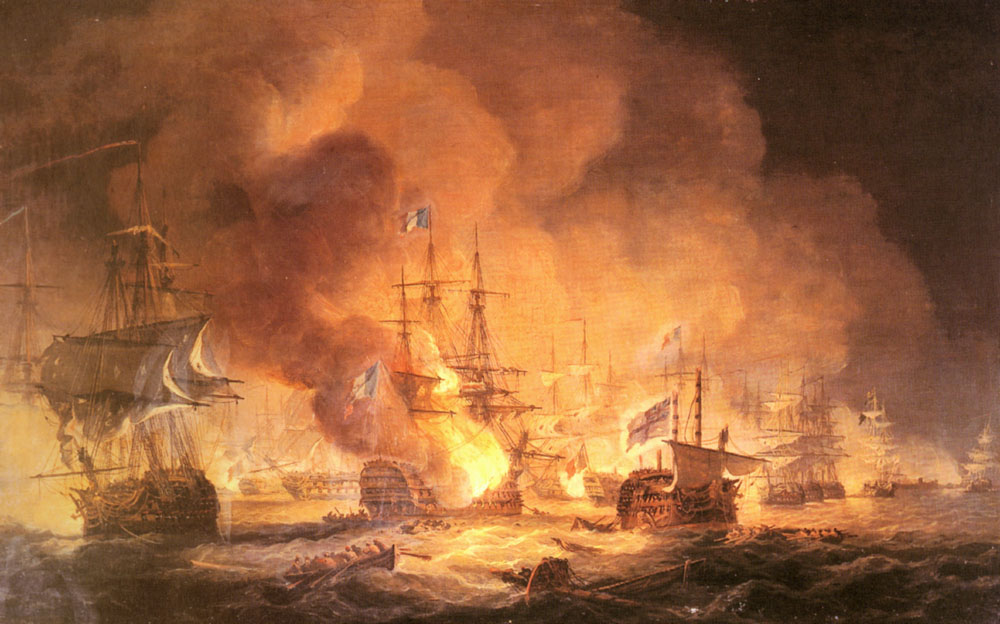
Le navire de guerre français Orient en feu, lors de la bataille d'Aboukir, le 1 août 1798.

Une bataille navale (à voir les naumachies) est une bataille livrée en utilisant des navires ou d'autres engins flottants. La plupart des batailles navales ont eu lieu en mer, bien qu'un petit nombre ait eu lieu sur des lacs ou des rivières. La plus ancienne bataille navale dont on a gardé la trace fut livrée en -1210 près de l'île de Chypre, entre les Hittites et les autochtones. 
Quoique la nature des navires impliqués dans ces batailles ait fondamentalement changé, depuis les trirèmes jusqu'aux navires de ligne, sous-marins et porte-avions en passant par les navires à voile, la plupart des principes tactiques restent les mêmes, tels que l'importance de la manœuvre avant l'engagement en lui-même, et le fait qu'il est préférable de fuir le combat plutôt que de perdre une flotte entière.